# Bahamy na Mistrzostwach Świata w Lekkoatletyce 2009
Bahamy na Mistrzostwach Świata w Lekkoatletyce 2009 – reprezentacja Bahamów podczas czempionatu w Berlinie liczyła 20 zawodników. Zdobyła 1 medal srebrny i 1 brązowy, zajmując 22. miejsce w klasyfikacji medalowej. W klasyfikacji punktowej zajęła 16. miejsce z 27 pkt.

## Medale
- Sheniqua Ferguson, Chandra Sturrup, Christine Amertil, Debbie Ferguson-McKenzie –  srebrny medal w sztafecie 4 x 100 m
- Debbie Ferguson-McKenzie –  brązowy medal w biegu na 200 m

## Występy reprezentantów Bahamów

### Mężczyźni
| Konkurencja                | Zawodnik                                                    | Eliminacje | Eliminacje | Ćwierćfinał   | Ćwierćfinał   | Półfinał      | Półfinał      | Finał         | Finał          |                |
| Konkurencja                | Zawodnik                                                    | Wynik      | Poz.       | Wynik         | Poz.          | Wynik         | Poz.          | Wynik         | Poz.           |                |
| -------------------------- | ----------------------------------------------------------- | ---------- | ---------- | ------------- | ------------- | ------------- | ------------- | ------------- | -------------- | -------------- |
| Bieg na 100 m              | Adrian Griffith                                             | 10,37      | 23.        | 10,28         | 28.           | Nie awansował | Nie awansował | Nie awansował | Nie awansował  |                |
| Bieg na 100 m              | Derrick Atkins                                              | 10,44      | 43.        | Nie awansował | Nie awansował | Nie awansował | Nie awansował | Nie awansował | Nie awansował  |                |
| Bieg na 200 m              | Nathaniel McKinney                                          | 21,26      | 42.        | Nie awansował | Nie awansował | Nie awansował | Nie awansował | Nie awansował | Nie awansował  |                |
| Bieg na 400 m              | Chris Brown                                                 | 45,53      | 11.        |               |               | 44,95         | 8.            | 45,47         | 5.             |                |
| Bieg na 400 m              | Ramon Miller                                                | 45,00 PB   | 1.         |               |               | 44,99 PB      | 10.           | Nie awansował | Nie awansował  |                |
| Bieg na 400 m              | Michael Mathieu                                             | DQ         |            |               |               | Nie awansował | Nie awansował | Nie awansował | Nie awansował  |                |
| Bieg na 110 m przez płotki | Shamar Sands                                                | 13,57      | 15.        |               |               | 13,47         | 16.           | Nie awansował | Nie awansował  |                |
| Sztafeta 4 x 400 m         | Ramon Miller Avard Moncur LaToy Williams Nathaniel McKinney | DQ         |            |               |               |               |               | 3:02,65       | Nie awansowała | Nie awansowała |

| Konkurencja | Zawodnik      | Kwalifikacje | Kwalifikacje | Finał         | Finał         |
| Konkurencja | Zawodnik      | Wynik        | Poz.         | Wynik         | Poz.          |
| ----------- | ------------- | ------------ | ------------ | ------------- | ------------- |
| Skok wzwyż  | Donald Thomas | 2,27         | 15.          | Nie awansował | Nie awansował |
| Skok wzwyż  | Trevor Barry  | 2,24         | 17.          | Nie awansował | Nie awansował |
| Trójskok    | Leevan Sands  | 17,20 SB     | 4.           | 17,32 SB      | 4.            |

### Kobiety
| Konkurencja        | Zawodniczka                                                                  | Eliminacje | Eliminacje | Ćwierćfinał | Ćwierćfinał | Półfinał       | Półfinał       | Finał          | Finał          |
| Konkurencja        | Zawodniczka                                                                  | Wynik      | Poz.       | Wynik       | Poz.        | Wynik          | Poz.           | Wynik          | Poz.           |
| ------------------ | ---------------------------------------------------------------------------- | ---------- | ---------- | ----------- | ----------- | -------------- | -------------- | -------------- | -------------- |
| Bieg na 100 m      | Debbie Ferguson-McKenzie                                                     | 11,265     | 2.         | 11,08       | 8.          | 11,03          | 7.             | 11,05          | 6.             |
| Bieg na 100 m      | Chandra Sturrup                                                              | 11,28      | 3.         | 11,06       | 6.          | 11,01          | 5.             | 11,05          | 7.             |
| Bieg na 100 m      | Sheniqua Ferguson                                                            | 11,57      | 29.        | 11,59       | 30.         | Nie awansowała | Nie awansowała | Nie awansowała | Nie awansowała |
| Bieg na 200 m      | Debbie Ferguson-McKenzie                                                     | 22,71      | 3.         |             |             | 22,24          | 1.             | 22,41          | 3.             |
| Bieg na 200 m      | Sheniqua Ferguson                                                            | 23,35 SB   | 24.        |             |             | 23,40          | 21.            | Nie awansowała | Nie awansowała |
| Bieg na 400 m      | Christine Amertil                                                            | DQ         |            |             |             | Nie awansowała | Nie awansowała | Nie awansowała | Nie awansowała |
| Sztafeta 4 x 400 m | Sheniqua Ferguson Chandra Sturrup Christine Amertil Debbie Ferguson-McKenzie | 42,66 SB   | 2.         |             |             |                |                | 42,29 SB       | 2.             |
| Sztafeta 4 x 400 m | Sasha Rolle Shakeitha Henfield Rashan Brown Katrina Seymour                  | DQ         |            |             |             |                |                | Nie awansowała | Nie awansowała |